# ドカベン ドリームトーナメント編
『ドカベン ドリームトーナメント編』（ドカベン ドリームトーナメントへん）は、水島新司の日本の野球漫画作品。『週刊少年チャンピオン』（秋田書店）にて2012年18号から2018年31号まで連載された。

## 概要
プロ野球総裁、崖渕壮兵衛はセ・リーグ振興策として新たに新潟・京都に新球団を創設させ、セ・パ両リーグ合わせて全16球団とした。その記念に阪神甲子園球場にて全球団参加のトーナメント開催を決める。新球団は、微笑三太郎が監督となる「京都ウォーリアーズ」と、岩田鉄五郎が率いる「新潟ドルフィンズ」が登場する。『光の小次郎』にて設定されたエキサイト・リーグやワイルド・リーグの各チームや、『野球狂の詩』の東京メッツ（札幌華生堂メッツ）、『おはようKジロー』に登場する千葉チキンズ等、「ドカベン」以外の水島作品に登場する架空の球団も、存在自体がなかった事にされている。実在のチームも1回戦、2回戦では当時実在していた選手のスタメン出場もあったが、準決勝戦以降は監督を除く全ての出場選手が水島作品の登場人物に登録変更された。
連載40周年を記念し『ドカベン』から始まった一連のシリーズの完結編であり、『ドカベン』『大甲子園』および『ドカベン プロ野球編』『ドカベン スーパースターズ編』の続編である。『大甲子園』のプロ野球版となった本作品は『ドカベン』を中心として各誌に掲載されていた、『あぶさん』等の一部作品を除く水島のほぼ全作品のキャラクターが、一堂に会する水島野球漫画の集大成的作品としている。他作品からの登場キャラクターは必ずしもオリジナルの設定に拘ってはおらず、例えば『男どアホウ甲子園』の主人公・藤村甲子園は『大甲子園』では引退して甲子園の整備担当職員となっていたが、本作では現役の投手として登場する。同じ登場人物「豆タン」は、『一球さん』における「岩風監督」ではなくあくまで「豆タン」の容姿と年齢で若返って登場し、『一球さん』で教え子だった真田一球と一緒に登場しても絡む事はなかった。『大甲子園』では同作と連載時期が被っており名前を変えて登場していたキャラクターも本作ではオリジナルの名前で登場した。また『プロ野球編』以降は作中時間がシーズン単位ながらリアルタイムに進行していたのに対して、フィクション要素の多い本編では、2012年が舞台ではあるものの、高校野球編同様に一試合を長期間かけて描写するスタイルに戻っている。
過去作での粗暴・反社会的描写などの過激な描写は本作連載当時のコンプライアンスに反するためか、登場キャラが過去作当時を振り返る回想シーンでは穏当な表現・設定などに改変されている。
最終話では前半の時点で試合を含めて全ストーリーが終了し、後半では『ドカベン』第一作の第一話における山田と岩鬼の出会いをなぞって完結した。
連載途中の2016年3月に配信が開始された週刊少年チャンピオンの電子版には収録されなかった。

## トーナメント組み合わせ
組み合わせは1回戦・2回戦・準決勝とその都度抽選を行い決定する。先攻、後攻関係なく全チームホームユニフォーム着用。
太字は勝利チーム
1回戦
1回戦は1日に2試合ずつ開催される。第1試合の終了がどれだけ遅くなっても第2試合はグラウンド整備後に開催される。
1回戦初日は2012年3月3日の設定。
- 新潟ドルフィンズ対東京スーパースターズ
7-9x。継投戦、打撃戦の末に山田がKジローから逆転サヨナラ3ランを放った。
- 阪神タイガース対四国アイアンドッグス
1-0。不知火は阪神打線をノーヒットに抑えたがエラーから出塁を許し犠牲フライにより失点。藤村は不知火に二塁打を許すものの無失点で完投勝利した。
第1試合が長引いたため開始時間が遅くなり、試合終了時には深夜0時を回っていた。
- 千葉ロッテマリーンズ対広島東洋カープ
0-1x。7回の裏の武藤のソロ本塁打が決勝点となった。
- 京都ウォーリアーズ対埼玉西武ライオンズ
3-2。2-2で迎えた9回表に呉九郎がソロ本塁打で決勝点を挙げる。なお、呉が本塁打を打ったのは過去の出演作品を含めてもドリームトーナメント編が初めてであった。
- 福岡ソフトバンクホークス対東京ヤクルトスワローズ
3-2。決勝点は柳田悠岐の本塁打。この試合がレオン・ダグラスの引退試合となった。
- 読売ジャイアンツ対横浜DeNAベイスターズ
2-1。1-1で迎えた9回表、代打谷佳知の本塁打が決勝点。この試合、水島キャラクターは一人も登場しなかった。
- 東北楽天ゴールデンイーグルス対北海道日本ハムファイターズ
4-5x。9回表、二死満塁、打者牛虎の場面で神山が登板。頭上を抜けそうな打球を神山がジャンピングキャッチして試合終了。
- オリックス・バファローズ対中日ドラゴンズ
5-4。オリックスの得点の内、決勝点を含む4点は不吉による得点だった。

2回戦
- 阪神タイガース対東京スーパースターズ
3-4x。東京は小林からトリオザブルペンへの継投、阪神は藤村から火浦への継投。最後は山田が火浦からサヨナラホームランを放った。
- 福岡ソフトバンクホークス対読売ジャイアンツ
2-1。ソフトバンクの決勝点は柳田悠岐の逆転ツーラン。巨人の1点は4番を務めた大田泰示のソロホームランによるもの。架空選手の登場は無かった。
- 京都ウォーリアーズ対オリックス・バファローズ
4-2。京都の先発は先斗。オリックスの2点は全て不吉がらみであった。中西が9回裏にリリーフ登板し、不吉からのオリックス打線をシャットアウトした。
- 北海道日本ハムファイターズ対広島東洋カープ
2-3x。日本ハムの先発は神山。2-0と日本ハムのリードで試合を進め、広島は武藤が不調だった。武藤の交代後に代打の天谷宗一郎のスリーランホームランで広島が3点を取って逆転勝利した。

準決勝戦
- 広島東洋カープ対東京スーパースターズ
5-6x。東京は里中が先発完投。広島は剛球仮面が先発し、京極、水原と継投。決勝点は延長11回に山田のサヨナラランニングツーラン。
- 京都ウォーリアーズ対福岡ソフトバンクホークス
6-5。シーソーゲームとなるが、京都は真田が完投した。

決勝戦
- 京都ウォーリアーズ対東京スーパースターズ
10-12x。延長12回、山田の4試合連続となるサヨナラホームランで決着。京都は中西が先発完投。東京は木下が先発し、緒方、岩鬼、隼、義経と継投。6回より里中が投げ、勝利投手となっている。

## 登場人物
新球団（京都・新潟）の人物、および過去作品から再登場した人物。本作以前から登場している人物については各作品の項を参照のこと。
『野球狂の詩』の登場人物に関しては、東京メッツの項も参照のこと。

### 東京スーパースターズ
長島（ながしま）
『ドカベン』の登場人物。背番号03。
1回戦の9回裏、里中の代打として登場した。3回戦では土井垣とともにクリーンナップを努める。
小林真司（こばやし しんじ）
『ドカベン』の登場人物。投手。背番号18。2回戦のタイガース戦先発投手。
高校3年夏の神奈川県大会準決勝で不知火の白新に敗退した（以上、『ドカベン』のエピソード）後は再びアメリカ留学し2Aで野球を続けていた。

### 新潟ドルフィンズ
本拠地はHARD OFF ECOスタジアム新潟。チームカラーは紺色。ユニフォーム袖口にイルカが縫われている。

#### 監督・コーチ
岩田鉄五郎（いわた てつごろう）
『野球狂の詩』の登場人物。選手兼任監督。投手。1回戦3日目両試合の解説も務める。
五利一平（ごり いっぺい）
『野球狂の詩』の登場人物。ヘッドコーチ。

#### 投手
越後獅子（えちご じし）
先発投手。赤い頬が特徴。名前は本名で、越後獅子に由来。
七夕竹之丞（たなばた たけのじょう）
『虹を呼ぶ男』の主人公。越後に次いで登板し、その後遊撃手として残る。準決勝・広島対東京戦の解説も務める。
新田小次郎（にった こじろう）
『光の小次郎』の主人公。本作における設定では里中の口から「肩の故障が長引き、ついには治らず、クビになったのは6年も前」と解説されている。以降は少年野球監督をしていたが、岩田にスカウトされる。
同点で迎えた9回の裏、二死満塁、打者は山田の場面でワンポイントリリーフに登板。球速165キロで山田を三振に打ち取る。

#### 野手
ジンクス / 野呂甚久寿（のろ じんくす）
『野球狂の詩』の登場人物。一番・二塁手。
小白鳥（こはくちょう）
二番・遊撃手。白鳥のように大きく飛び上がるスライディングが特徴。
ジャンボ
『へい!ジャンボ』の主人公。三番・中堅手。試合途中から捕手も務める。
岡本慶司郎（おかもと けいじろう）
『おはようKジロー』の主人公。四番・捕手。投手としても登板する。2回戦・東京対阪神戦の解説も務めた。
フォアマン
五番・一塁手。ハリー・フォアマンとは無関係。勢いのあるパワフルなバッティングが魅力で、すっぽ抜けたバットが外野にまで飛ぶ。
朱鷺（とき）
六番・右翼手。
大白鳥（おおはくちょう）
七番・左翼手。
浪花大二郎（なにわ だいじろう）
『ダントツ』の登場人物。八番・三塁手。
丘知将（おか ともまさ）、唐部大樹（とうべ たいき）
『野球狂の詩』の登場人物。「恐怖のTO砲」と呼ばれる。共に年俸が日給制となっており、その日の成績で支払われる契約。
国立玉一郎（くにたち たまいちろう）
『野球狂の詩』の登場人物。小白鳥の代打として登場し、そのまま遊撃手として残る。新田登板の際に三塁手へ。
虎谷虎之介（とらたに とらのすけ）
『野球狂の詩』の登場人物。控えの捕手として登場し、岩鬼とのクロスプレイで本塁を死守するも負傷退場となる。
日照続（ひでり つづき）
『光の小次郎』の登場人物。鉄五郎の代走として登場する。
緒方勤（おがた つとむ）
『光の小次郎』の登場人物。ブルペン捕手。

### 京都ウォーリアーズ
本拠地はわかさスタジアム京都。ユニフォームは新撰組のダンダラ羽織がモチーフ。1回戦の西武戦と2回戦のオリックス戦で打順と守備をかなり変更している。
微笑三太郎（ほほえみ さんたろう）
選手兼任監督。広島東洋カープから移籍した。背番号3。これまでの作品では捕手、外野手であったが、本作では外野からでは監督としての指示が出し難いとの理由から三塁手を務める。
鹿馬牛之助（しかうま うしのすけ）
『大甲子園』の登場人物。選手兼任ヘッドコーチ。背番号50。一塁手。
真田一球（さなだ いっきゅう）
『一球さん』の主人公。投手。背番号は下の名前・一球の語呂合わせで19。東北楽天ゴールデンイーグルスから移籍した。西武戦で先発投手、オリックス戦で遊撃手。福岡戦で先発として完投をみせる。
呉九郎（くれ くろう）
『一球さん』の登場人物。背番号は真田一球同様、下の名前・九郎で96。捕手。一球と同じく楽天から移籍した。
中西球道（なかにし きゅうどう）
『球道くん』の主人公。投手。背番号1。千葉ロッテマリーンズから移籍した。
先斗三十郎（ぽんと さんじゅうろう）
『大甲子園』の登場人物。鹿馬牛之助と同じ高校（紫義塾）の出身。背番号4。西武戦で遊撃手。オリックス戦で先発投手。
堀田三吉（ほった さんきち）
『一球さん』の登場人物。背番号8。西武戦で左翼手。オリックス戦で二塁手。
才蔵旭（さいぞう あきら）
『球道くん』の登場人物。西武戦で中堅手。オリックス戦で右翼手。
えーじ/大池英治（おおいけ えいじ）
『球道くん』の登場人物。背番号5。西武戦で二塁手。
五味連次郎（ごみ れんじろう）
『一球さん』の登場人物。西武戦で右翼手。
沖田総士（おきた そうし）
『大甲子園』の登場人物。鹿馬牛之助と同じ高校（紫義塾）の出身。オリックス戦で中堅手。
花園章太（はなぞの しょうた）
『一球さん』の登場人物。オリックス戦で左翼手。
空草一平（からくさ いっぺい）
『球道くん』の登場人物。背番号0。京都では控え投手。
大楽太（だいらく ふとし）
『ダントツ』の登場人物。決勝戦直前に入団。背番号99。

### 阪神タイガース
藤村甲子園（ふじむら こうしえん）
『男どアホウ甲子園』の主人公。投手。背番号111。1回戦の四国戦、2回戦の東京戦で共に先発投手を務め、1回戦では被安打1で完封、2回戦では2失点ながらも7回裏まで投げる。
岩風五郎（いわかぜ ごろう）
『男どアホウ甲子園』及び『一球さん』の登場人物。本作では『どアホウ』時代の容姿で登場。八番・捕手。背番号222。
三原心平（みはら しんぺい）
『ストッパー』の主人公。一番・中堅手。背番号08。大阪ガメッツの項も参照のこと。『ストッパー』と同じく両投げ両打、投手経験もあると作中で解説されている。
針忠助（はり ちゅうすけ）
『新・野球狂の詩』の登場人物。背番号04。『新・野球狂の詩』では投手だが、本作では二番・二塁手としてスタメンとなる。
東海の竜（とうかいのりゅう）
『男どアホウ甲子園』の登場人物。三番・遊撃手。背番号06。2回戦では五番。
力道玄馬（りきどう げんば）
『野球狂の詩』の登場人物。四番・三塁手。背番号050。
2回戦始球式の打者を務め、小学生投手の力道元馬と対戦しレフトフライとなった。先発の小林からは2打席連続でホームランを放っている。
小野田信長（おのだ のぶなが）
『男どアホウ甲子園』の登場人物。五番・右翼手。背番号09。一度退団した後復帰したことが作中で触れられている。2回戦では六番。
雪村花虎（ゆきむら はなとら）
『ドカベン』の登場人物。六番・左翼手。背番号07。東海高校時代は雲竜大五郎とともにプレーしていた。1回戦では負傷した王島に代わりスターティングメンバーを務めたが、王島復帰後は控え選手となる。
南海権左（なんかい ごんざ）
『ドカベン』および『野球狂の詩 平成編』『新・野球狂の詩』の登場人物。七番・一塁手。背番号03。大阪ガメッツの項も参照のこと。試合前ルールを守らない岩鬼を注意すると逆切れされ乱闘騒ぎになる。
王島大介（おうしま だいすけ）
『野球狂の詩』の登場人物。背番号010。アイアンドッグス戦の時点では負傷のため登録を抹消されており、2回戦から一軍復帰し三番・左翼手。先発の小林から1ホームランを放つ。
火浦健（ひうら けん）
『野球狂の詩』の登場人物。投手。背番号014。
王島と生き別れた双子の兄弟（火浦が兄）である設定は『野球狂の詩』に同じ。かつては別々の球団に在籍し対戦実績もあることが語られている。和田豊監督に請われて新入団した。藤村の後を受け、8回の裏より登板。

### 広島東洋カープ
ロッテ戦・日本ハム戦のメンバーはキャッチャーの武藤、ピッチャーの剛球仮面を除き実在の選手であったが、準決勝でのスーパースターズ戦では以下のスターティングメンバーとなった。
剛球仮面（ごうきゅうかめん） / 渚圭一（なぎさ けいいち）
ロッテ戦、スーパースターズ戦の先発投手。覆面投手で、背番号01。スーパースターズ戦では9番打者。
『男どアホウ甲子園』における剛球仮面の正体は池畑三四郎であったが、スーパースターズ戦途中において正体が渚であることが明らかになった（池畑本人の許可も得ており、使用している仮面は池畑から譲り受けた物）。
明訓高校入学後に当時野球部の監督であった土井垣の指示で、アンダースローからオーバースローへコンバートしたことが遠因となって故障がちになった事から土井垣や山田世代に含むところがある。
5回裏に代打で出た星王の打球が顔面（仮面）を直撃、ドクターストップがかけられようとするもそれを制止して続投。アンダースローで里中を討ちとって併殺に仕留め、先発勝利投手の権利を獲得したところで降板した。
武藤兵吉（むとう へいきち）
『野球狂の詩』の登場人物。捕手。背番号02。ロッテ戦、日本ハム戦では4番キャッチャー、スーパースターズ戦でも4番キャッチャー。
水原勇気（みずはら ゆうき）
『野球狂の詩』の登場人物。現在にまで続く女性プロ野球選手の第一号。投手。背番号011。スーパースターズ対ウォーリアーズの決勝戦においては四国アイアンドッグスの不知火守と共に放送席に入り解説を務めている。
アルプス
『アルプスくん』の主人公。本名は俵星大五郎（たわらぼし だいごろう）。漁師一家の五男坊で、1番サード。
埴輪進一（はにわ しんいち）
『極道くん』の登場人物。2番セカンド。背番号04。かなりの曲者であり、反則紛いのプレーもこなす。本来は捕手だが、広島のレギュラーに武藤がいるため内野手へ転向した。
京極道太郎（きょうごく みちたろう）
『極道くん』の主人公。3番ショート。背番号06。剛球仮面（渚）の継投でマウンドに立つ。
金太郎（きんたろう）
『野球狂の詩』の登場人物。5番ファースト。背番号03。組織はおろかいかなる縁に縛られるのが嫌いな自由人で、この試合も一試合契約である。
赤一郎・青次郎・黄三郎
『ドカベン』の登場人物。三つ子で、山田達とは鷹岡中以来の再会となった。それぞれ6番レフト、背番号07。7番センター、背番号08。8番ライト、背番号09。
前田健太
実在の選手。日本ハム戦では先発し2失点後、7回表に代打降板。スーパースターズ戦では水原らと共にブルペンから試合を見守る。
大前田英五郎（おおまえだ えいごろう）
『おはようKジロー』の登場人物。背番号010。剛球仮面（渚）の降板で、京極が投手となった際に内野手として登場する。

### 千葉ロッテマリーンズ
瓢箪駒吉（ひょうたん こまきち）
『ドカベン プロ野球編』、『ドカベン スーパースターズ編』の登場人物。捕手。
大友剣（おおとも けん）
『ドカベン スーパースターズ編』の登場人物。広島戦先発投手。

### 埼玉西武ライオンズ
蔵獅子丸（くら ししまる）
『ドカベン プロ野球編』、『ドカベン スーパースターズ編』の登場人物。京都戦先発投手。
獅子十六（しし じゅうろく）
『ドカベン スーパースターズ編』の登場人物。外野手。

### 東京ヤクルトスワローズ
レオン・ダグラス
『ドカベン プロ野球編』の登場人物。対ソフトバンク戦先発投手。昨シーズンで引退の予定だったが、ドリームトーナメント開催を知り引退登板を願い出た。

### 北海道日本ハムファイターズ
神山歩（かみやま あゆみ）
『ドカベン プロ野球編』の登場人物、対広島戦で武藤兵吉を翻弄した。

### 東北楽天ゴールデンイーグルス
島田牛虎（しまだ うしとら）
『ドカベン プロ野球編』の登場人物。プロ野球編、スーパースターズ編では大阪近鉄バファローズの選手であったが、楽天に移籍しての登場となる。移籍時期については不明で、楽天のユニフォームでの登場はシリーズ初となった。

### オリックス・バファローズ
不吉霊三郎（ふきつ れいざぶろう）
『ドカベン プロ野球編』の登場人物。背番号09。

### 中日ドラゴンズ
俵星玄介（たわらぼし げんすけ）
『おはようKジロー』の登場人物。抑えのピッチャーとして登板。冠学園出身でKジローの先輩にあたる。

### 福岡ソフトバンクホークス
1回戦、2回戦では架空の選手が登場しなかったが、準決勝の京都戦では以下の選手が登場した。
荒木新太郎（あらき しんたろ）
『ダントツ』の登場人物。背番号06。1番ショート。5回と6回はピッチャー。
青空晴太（あおぞら はれた）
『新・野球狂の詩』の登場人物。背番号は08。2番センター。
村雨周道（むらさめ しゅうどう）
『新・野球狂の詩』の登場人物。背番号は03。2番ファースト。4回はピッチャー。
音武田祭（ねぶた まつり）
『新・野球狂の詩』の登場人物。背番号は05。4番サード。9回はピッチャー。
大垣万作（おおがき まんさく）
『ドカベン スーパースターズ編』の登場人物。背番号は09。5番ライト。
四国アイアンドッグス、相撲部屋経由でソフトバンクホークスに入団。

根倉（ねくら）
『新・野球狂の詩』の登場人物。背番号は04。6番セカンド。7回はピッチャー。
乱丸（らんまる）
『新・野球狂の詩』の登場人物。背番号は02。7番キャッチャー。
白川虎之進（しらかわ とらのしん）
『新・野球狂の詩』の登場人物。背番号は07。8番レフト。8回はピッチャー。
池畑三四郎（いけはた さんしろう）
『男どアホウ甲子園』の登場人物。広島対スーパースターズ戦を自宅でテレビ観戦していた甲子園と岩風の前に現れる。
本作では既に選手を引退しており、自宅に訪れた渚の依頼を快諾して「剛球仮面」の仮面を彼に譲り渡す。
その後、福岡ソフトバンクホークスに入団。背番号は01。京都戦の先発投手。4回以降は、ピッチャーとなった各選手の交代としてそれぞれのポジションに付く。

### その他の人物
山本武蔵（やまもと むさし）
『光の小次郎』の登場人物。少年野球のコーチ。
太平洋（おおひら ひろし）
『ドカベン』の登場人物。ドリームトーナメント実況アナウンサー。
三郎丸三郎（さぶろうまる さぶろう）
『ダントツ』の主人公。東京対新潟戦の解説者。
徳川家康（とくがわ いえやす）
『ドカベン』の登場人物。阪神対四国戦の解説者。
太平（おおひら）
『ドカベン』の登場人物。トーナメント2日目の解説者。実況・太平洋の父親。
藤村球之進（ふじむら きゅうのしん）
『男どアホウ甲子園』の登場人物。藤村甲子園の祖父。甲子園球場職員であり、グラウンド整備を行う。
力道元馬（りきどう げんば）
『野球大将ゲンちゃん』の登場人物で当時少年野球をしていた実息の水島新太郎をモデルに作られた人物。愛称は「ゲン」。2回戦で阪神が登場する試合の始球式を行い、力道玄馬をレフトフライに打ち取る。その後、育ての親のおトラばあさん、球之進と共にスーパースターズ対阪神戦を観戦した。

## 書誌情報

### 単行本
- 水島新司 『ドカベン ドリームトーナメント編』 秋田書店〈少年チャンピオン・コミックス〉、全34巻
  1. 2012年9月7日発売[8]、ISBN 978-4-253-21773-6
  2. 2012年9月7日発売[9]、ISBN 978-4-253-21774-3
  3. 2012年12月7日発売[10]、ISBN 978-4-253-21775-0
  4. 2013年2月8日発売[11]、ISBN 978-4-253-21776-7
  5. 2013年5月8日発売[12]、ISBN 978-4-253-21777-4
  6. 2013年7月8日発売[13]、ISBN 978-4-253-21778-1
  7. 2013年9月6日発売[14]、ISBN 978-4-253-21779-8
  8. 2013年11月8日発売[15]、ISBN 978-4-253-21780-4
  9. 2014年1月8日発売[16]、ISBN 978-4-253-21781-1
  10. 2014年3月7日発売[17]、ISBN 978-4-253-21782-8
  11. 2014年6月6日発売[18]、ISBN 978-4-253-21783-5
  12. 2014年8月8日発売[19]、ISBN 978-4-253-21784-2
  13. 2014年11月7日発売[20]、ISBN 978-4-253-21785-9
  14. 2015年1月8日発売[21]、ISBN 978-4-253-21786-6
  15. 2015年4月8日発売[22]、ISBN 978-4-253-21787-3
  16. 2015年6月8日発売[23]、ISBN 978-4-253-21788-0
  17. 2015年8月7日発売[24]、ISBN 978-4-253-21789-7
  18. 2015年10月8日発売[25]、ISBN 978-4-253-21790-3
  19. 2015年12月8日発売[26]、ISBN 978-4-253-21791-0
  20. 2016年2月8日発売[27]、ISBN 978-4-253-21792-7
  21. 2016年5月6日発売[28]、ISBN 978-4-253-21793-4
  22. 2016年7月8日発売[29]、ISBN 978-4-253-21794-1
  23. 2016年9月8日発売[30]、ISBN 978-4-253-21795-8
  24. 2016年11月8日発売[31]、ISBN 978-4-253-21796-5
  25. 2017年1月6日発売[32]、ISBN 978-4-253-21797-2
  26. 2017年4月7日発売[33]、ISBN 978-4-253-21798-9
  27. 2017年6月8日発売[34]、ISBN 978-4-253-21799-6
  28. 2017年8月8日発売[35]、ISBN 978-4-253-21800-9
  29. 2017年10月6日発売[36]、ISBN 978-4-253-21801-6
  30. 2018年1月5日発売[37]、ISBN 978-4-253-21802-3
  31. 2018年3月8日発売[38]、ISBN 978-4-253-21803-0
  32. 2018年5月8日発売[39]、ISBN 978-4-253-21804-7
  33. 2018年8月8日発売[40]、ISBN 978-4-253-21805-4
  34. 2018年9月7日発売[41]、ISBN 978-4-253-21825-2

### 別巻
- 水島新司 、秋田書店〈少年チャンピオン・コミックス〉、全7巻
  1. 『ドカベン ドリームトーナメント編 別巻 〜山田太郎に挑む名選手傑作選〜』2012年9月7日発売[42]、ISBN 978-4-253-21905-1
  2. 『ドカベン ドリームトーナメント編 別巻2 〜試合を盛り上げる英雄傑作選〜』2013年2月8日発売[43]、ISBN 978-4-253-21906-8
  3. 『ドカベン ドリームトーナメント編 別巻3 〜聖地に蘇る豪傑傑作選〜』2013年11月8日発売[44]、ISBN 978-4-253-21907-5
  4. 『ドカベン ドリームトーナメント編 別巻4 〜大舞台に飛躍する俊英傑作選〜』2014年6月6日発売[45]、ISBN 978-4-253-21908-2
  5. 『ドカベン ドリームトーナメント編 別巻5 〜迫り来る強敵傑作選〜』2015年4月8日発売[46]、ISBN 978-4-253-21909-9
  6. 『ドカベン ドリームトーナメント編 別巻6 〜時を超えて集う巨星傑作選〜』2016年2月8日発売[47]、ISBN 978-4-253-21910-5
  7. 『ドカベン ドリームトーナメント編 別巻7 〜頂点を目指す挑戦者傑作選〜』2016年9月8日発売[48]、ISBN 978-4-253-21911-2

### 文庫版
- 水島新司 『ドカベン スーパースターズ編』 秋田書店〈秋田文庫〉、全17巻
  1. 2019年7月31日発売[49]、ISBN 978-4-253-16961-5
  2. 2019年7月31日発売[50]、ISBN 978-4-253-16962-2
  3. 2019年7月31日発売[51]、ISBN 978-4-253-16963-9
  4. 2019年8月30日発売[52]、ISBN 978-4-253-16964-6
  5. 2019年8月30日発売[53]、ISBN 978-4-253-16965-3
  6. 2019年8月30日発売[54]、ISBN 978-4-253-16966-0
  7. 2019年9月30日発売[55]、ISBN 978-4-253-16967-7
  8. 2019年9月30日発売[56]、ISBN 978-4-253-16968-4
  9. 2019年9月30日発売[57]、ISBN 978-4-253-16969-1
  10. 2019年10月31日発売[58]、ISBN 978-4-253-16970-7
  11. 2019年10月31日発売[59]、ISBN 978-4-253-16971-4
  12. 2019年10月31日発売[60]、ISBN 978-4-253-16972-1
  13. 2019年11月29日発売[61]、ISBN 978-4-253-16973-8
  14. 2019年11月29日発売[62]、ISBN 978-4-253-16974-5
  15. 2019年11月29日発売[63]、ISBN 978-4-253-16975-2
  16. 2019年12月27日発売[64]、ISBN 978-4-253-16976-9
  17. 2019年12月27日発売[65]、ISBN 978-4-253-16977-6